# Línea temporal del Universo cinematográfico de Marvel
La línea de tiempo ficticia de la franquicia de medios y universo compartido, Universo cinematográfico de Marvel (MCU; en inglés: Marvel Cinematic Universe) es la continuidad de eventos para varias películas, series de televisión, especiales de televisión, cortometrajes y los cortometrajes I Am Groot, que son producidos por Marvel Studios, y el grupo de series de Netflix producidas por Marvel Television.
Mientras que las primeras películas de la Fase Uno y Fase Dos de la franquicia se sucedieron en una línea de tiempo similar a su orden de estreno, Fase Tres vio muchas de las películas superpuestas entre sí en la línea de tiempo, al tiempo que presentó la primera propiedad en precuela, Capitana Marvel (2019). La película de la Fase Tres, Avengers: Endgame (2019) presentó personajes que viajaban al pasado e introdujo un salto en el tiempo de cinco años, con muchos estrenos posteriores en Fase Cuatro y Fase Cinco ambientados después de los eventos de Endgame en la línea de tiempo. Las series de televisión Loki y What If...? fueron las primeras propiedades que ocurrieron fuera de la línea de tiempo principal y exploraron líneas de tiempo y universos alternativos.
Ha habido numerosos intentos por parte de Marvel Studios y otros para codificar los eventos del MCU, que han estado sujetos a errores de continuidad percibidos, lo que resultó en que Marvel Studios lanzara un libro de línea de tiempo oficial en 2023 para sus primeras cuatro fases que fueron designadas como parte de su «Sagrada Línea del Tiempo». Este libro no incluía proyectos producidos por otras compañías, como las series de Marvel Television, todas las cuales habían estado vagamente conectadas con las películas, aunque se señaló que todos estos proyectos externos eran parte del canon más amplio de Marvel. A principios de 2024, Marvel Studios integró formalmente el grupo de series de Netflix de Marvel Television en su línea de tiempo en Disney+.
A partir de la película de la Fase Cinco, The Marvels (2023) y la serie de televisión Agatha All Along (2024), el "presente" en el MCU es 2026. A continuación se cubren y analizan los medios del MCU publicados por Marvel Studios, y las series Netflix de Marvel Television.

## Descripción general
Durante la Fase Uno del Universo cinematográfico de Marvel (MCU), Marvel Studios alineó algunas de las historias de sus películas con referencias entre sí, aunque tenían no hay ningún plan a largo plazo para la línea de tiempo del universo compartido en ese momento. En octubre de 2008, Marvel Studios contrató al ejecutivo, Brad Winderbaum, quien anteriormente se había desempeñado como asistente de Louis D'Esposito en Iron Man (2008). Uno de sus trabajos iniciales fue crear una línea de tiempo oficial para el MCU, lo que lo llevó a crear el punto cero del universo para ser Tony Stark, revelando que es Iron Man y dándose cuenta de que algunos eventos en la Fase Uno se superponían, a lo que llamó «Fury's Big Week» (en español: "La gran semana de Fury". Esto sería ampliado aún más por los escritores Christopher Yost y Eric Pearson con el cómic oficial canon vinculado titulado Fury's Big Week. Después de que se les presentó la línea de tiempo, Yost y Pearson intentaron seguir la lógica de la línea de tiempo de cada película al trazar el cómic y recibieron "el sello de aprobación" del productor Kevin Feige y Marvel Studios en la línea de tiempo final. Marvel publicó una infografía oficial que detalla esta línea de tiempo en mayo de 2012 en su libro The Art of Marvel's The Avengers. Queriendo simplificar la información línea de tiempo del universo, las películas de la Fase Dos se desarrollaron aproximadamente en tiempo real en relación con The Avengers (2012). Para la Fase Tres los directores, los hermanos Russo continuaron el uso de tiempo real entre los estrenos de las películas. Winderbaum dijo que las películas de la Fase Tres en realidad "sucederían una encima de la otra" y estarían menos "entrelazadas" como lo estaban las películas de la Fase Uno.
Cuando se estaba desarrollando Spider-Man: Homecoming (2017), al director y coguionista Jon Watts se le mostró un pergamino que detallaba la línea de tiempo del MCU creado por el coproductor, Eric Carroll cuando comenzó a trabajar para Marvel Studios. Watts dijo que el pergamino incluía tanto los lugares donde la continuidad de las películas se alineaba como las que no, y cuando estaba completamente desplegado se extendía más allá de la longitud de una larga mesa de conferencias. Este pergamino se utilizó como base para tejer la continuidad de Homecoming en películas anteriores, como The Avengers. Una tarjeta de título de la película indica que ocho años paso entre el final de The Avengers y los eventos de Capitán América: Civil War (2016), que fue ampliamente criticado como un error de continuidad que rompió la línea de tiempo establecida del MCU , en el que sólo deberían haber pasado cuatro años. Además, el diálogo en Civil War indica que pasan ocho años entre el final de Iron Man (2008) y los acontecimientos de esa película, a pesar de que la continuidad establecida es más cercana a cinco o seis años. El codirector de Avengers: Infinity War (2018), Joe Russo describió el salto en el tiempo de ocho años de Homecoming como "muy incorrecto" , y el error fue ignorado en Infinity War, que especificó que sus eventos tuvieron lugar sólo seis años después de The Avengers. La respuesta del público al error de Homecoming inspiró a Marvel Studios a lanzar una nueva línea de tiempo para las tres fases, y en noviembre de 2018, una línea de tiempo que especifica las fechas de los eventos de cada película estrenada hasta ese momento, se incluyó como parte del libro de consulta Marvel Studios: The First 10 Years, que celebra el décimo aniversario del MCU. Después de Infinity War, los hermanos Russo dijeron que las películas futuras no necesariamente se desarrollarán en tiempo real ya que hay "muchas formas muy inventivas de hacia dónde puede avanzar la historia a partir de aquí".
Con la Fase Cuatro, Marvel Studios se expandió a las series de televisión, que tienen una mayor interconectividad con las películas del MCU que las series de Marvel Television. En octubre de 2020, la sección Marvel de Disney+ se reestructuró para incluir agrupaciones de las películas por fase, así como una agrupación que coloca las películas en orden cronológico. Para agosto de 2022, Marvel Studios había contratado a una persona para realizar un seguimiento de la ubicación de los proyectos del estudio en la línea de tiempo del MCU. DK publicó un libro titulado The Marvel Cinematic Universe: An Official Timeline el 24 de octubre de 2023. El libro, escrito por los periodistas Anthony Breznican, Amy Ratcliffe y ReBecca Theodore-Vachon, se realizó en colaboración con Marvel Studios para proporcionar una línea de tiempo actualizada del MCU. Winderbaum dijo que el libro era la primera vez que el estudio estaba "presentando oficialmente la línea de tiempo". El libro cubre los proyectos de Marvel Studios en sus primeras cuatro fases como parte de su «Sagrada Línea del Tiempo» en la Tierra-616, y aborda varios errores de continuidad percibidos, como la línea de tiempo de Homecoming . En enero de 2024, durante la gira de prensa de Echo, Winderbaum reconoció que Marvel Studios había sido anteriormente "un poco cauteloso" sobre lo que era parte de su «Sagrada Línea del Tiempo», señalando cómo había habido una división corporativa entre lo que Marvel Studios creó y lo que Marvel Television creó, a pesar de que las dos compañías estaban en comunicación y conscientes de lo que estaban haciendo los demás. Continuó diciendo que Marvel Studios había comenzado a ver "lo bien integradas que están las historias [de Marvel Television]" y personalmente se sintió seguro al decir que la serie Marvel de Netflix, Daredevil (2015-2018) era parte de la Sagrada Línea del Tiempo. Poco después de los comentarios de Winderbaum, Daredevil y las series restantes de Netflix se agregaron a la línea de tiempo de Disney+, principalmente junto con el contenido de la Fase Dos del MCU. Se agregaron a Disney+ "bastante rápido" después de que Winderbaum se diera cuenta durante la gira de prensa de Echo de que el lugar de la serie de Netflix en la línea temporal del MCU "no era simplemente asumido" y el público quería que se confirmara. Winderbaum añadió que Disney+ era el "medio de Marvel Studios para definir el canon ahora".

## Representaciones

### Dentro del MCU

#### La Saga Infinity
Iron Man 2 se desarrolla seis meses después de los acontecimientos de Iron Man, y aproximadamente al mismo tiempo que Thor según los comentarios hechos por Nick Fury. Varios de los cortometrajes Marvel One-Shots también ocurren en torno a los eventos de las películas de la Fase Uno, incluido The Consultant (ambientado después de los eventos de Iron Man 2 y The Incredible Hulk), A Funny Thing Happened on the Way to Thor's Hammer (ambientado antes de los eventos de Thor), Item 47 (ambientado después de The Avengers), y el corto Agent Carter (ambientada un año después de los acontecimientos de Capitán América: el primer vengador). Iron Man 3 tiene lugar unos seis meses después de The Avengers, durante la Navidad; Thor: The Dark World está ambientada un año después; y Captain America: The Winter Soldier, dos años después. Avengers: Age of Ultron y Ant-Man terminaron la Fase en 2015, con varios meses pasando entre esas películas tanto en el universo como en la vida real. The One-Shot, All Hail the King se desarrolla después de los eventos de Iron Man 3.
Capitán América: Civil War comienza un año después de Age of Ultron, con Avengers: Infinity War ambientada dos años después de eso. Black Panther y Spider-Man: Homecoming respectivamente, comenzando una semana y varios meses después de Civil War; Thor: Ragnarok comienza cuatro años después de The Dark World y dos años después de Age of Ultron, aproximadamente al mismo tiempo que Civil War y Homecoming; Doctor Strange que se desarrolla durante todo un año y finaliza a finales de 2016, "actualizado con el resto del MCU"; Ant-Man and the Wasp también se desarrolla dos años después de Civil War y poco antes de Infinity War; y tanto Guardianes de la Galaxia como su secuela Vol. 2 se establecieron explícitamente en 2014, lo que el presidente de Marvel Studios, Kevin Feige creía que crearía una brecha de cuatro años entre Vol. 2 e Infinity War, aunque las otras películas del MCU hasta ese momento no especifican los años en pantalla.
Ant-Man and the Wasp y Capitana Marvel están ambientadas temprano en la línea de tiempo; esta última está ambientada en 1995. Avengers: Endgame comienza poco después de Infinity War y termina en 2023 después de un salto en el tiempo de cinco años. Confirma fechas para varias de las otras películas, incluyendo The Avengers en 2012, Thor: The Dark World en 2013, Guardianes de la Galaxia en 2014, Doctor Strange alrededor de 2017, y Ant-Man and the Wasp en 2018 antes de Infinity War. Spider-Man: Lejos de Casa comienza ocho meses después de Endgame en 2024.

#### The Multiverse Saga
Muchas de las propiedades de la Fase se establecen después de los eventos de Avengers: Endgame. WandaVision (2021) se desarrolla tres semanas después de los eventos de esa película, y establece directamente a Doctor Strange en el multiverso de la locura (2022); The Falcon and the Winter Soldier se desarrolla seis meses después de Endgame. Shang-Chi y la leyenda de los Diez Anillos también se desarrolla después de Endgame durante los días previos al Festival de Qingming a principios de abril, con She-Hulk: Attorney at Law estableciendóse en "un período de tiempo relativamente corto" después de Shang-Chi. Eternals tiene lugar aproximadamente al mismo tiempo que The Falcon and the Winter Soldier y Spider-Man: Far From Home, de seis a ocho meses después de Endgame en 2024, mientras que Spider-Man: No Way Home comienza inmediatamente después de Lejos de Casa, y continúa hasta finales de 2024. Hawkeye tiene lugar un año después de Endgame durante la temporada navideña de 2024.
Moon Knight está ambientada después de Hawkeye a principios de 2025, mientras que Multiverse of Madness se desarrolla después de Spider-Man: No Way Home. Ms. Marvel se establece después de Moon Knight, uno o dos años después de Endgame. Thor: Love and Thunder está ambientada después de Endgame, ocho años y medio después de que Thor y Foster se separaran, que ya habría ocurrido antes de Ragnarok, y "unas pocas semanas" desde que Thor se uniera a los Guardianes de la Galaxia. Según el productor Nate Moore, Black Panther: Wakanda Forever está ambientada después de No Way Home y Eternals, "potencialmente concurrentes" con Love and Thunder y Ant-Man and the Wasp: Quantumania, aunque se colocó antes en la línea de tiempo entre Moon Knight y She-Hulk: Attorney at Law con su adición a Disney+. The Guardians of the Galaxy Holiday Special está ambientado "mucho tiempo" después de los eventos de Love and Thunder y antes de los eventos de Guardians of the Galaxy Vol. 3.
La primera temporada de Loki (2021) continúa a partir de los eventos de 2012 de Endgame, y gran parte de la serie existe fuera del tiempo y el espacio dada la introducción de la «Time Variance Authority» (TVA), en español: Autoridad de Variación Temporal o Agencia de Variación Temporal (AVT), What If...? se establece después del final de la primera temporada de Loki, explorando las diversas líneas de tiempo ramificadas del multiverso recién creado en el que los momentos principales de las películas del MCU ocurren de manera diferente. La segunda temporada de Loki comienza inmediatamente después del final de la primera temporada, y tiene lugar fuera del tiempo y el espacio mientras algunos eventos ocurren entre el pasado, el presente y el futuro. Black Widow está ambientada entre Civil War e Infinity War, principalmente entre la trama principal de Civil War y su escena final. El primer corto de Yo soy Groot está ambientado entre el final de Guardianes de la Galaxia y el comienzo de Guardianes de la Galaxia Vol. 2, con los cortos restantes ambientados entre el final de Vol. 2 y su escena de mitad de créditos. El especial, Werewolf by Night existe dentro del MCU pero no indica "cuándo, cómo o por qué". El director Michael Giacchino tiene "una idea muy específica" de cómo encaja el especial en el MCU que no se había discutido con Marvel Studios.
En la Fase Cinco, Echo se sitúa cinco meses después de Hawkeye, en mayo de 2025. Ant-Man and the Wasp: Quantumania está ambientada en 2026, casi al mismo tiempo que los eventos de Black Panther: Wakanda Forever y el comienzo de Ms. Marvel. Guardianes de la Galaxia Vol. 3 se establece después del Holiday Special. Secret Invasion se establece en el "presente" del MCU, treinta años después de los eventos de Capitana Marvel alrededor de 2026, después de los eventos de Lejos de Casa y Wakanda Forever. The Marvels está ambientada en 2026, después de Secret Invasion y Ms. Marvel. Deadpool & Wolverine se desarrolla en 2024, principalmente en la Tierra-10005 y en el Vacío; ocurre después de los eventos de la temporada 2 de Loki. Agatha All Along se desarrolla en 2026, tres años después de los acontecimientos de WandaVision.

### Intentos de codificación

#### Infografía de la Fase Uno (mayo de 2012)
Marvel publicó una infografía oficial que detalla esta línea temporal en mayo de 2012 en su libro The Art of Marvel's The Avengers, parte de esta información había sido revelada previamente en el cómic oficial relacionado con el canon Fury's Big Week, que había confirmado que The Incredible Hulk, Iron Man 2 y Thor tuvieron lugar dentro de una semana, un año antes de la película cruzada, The Avengers. La escala de esta línea de tiempo se muestra en relación con Tony Stark que revela que es Iron Man al final de Iron Man, con eventos establecidos como "BIM" («Before Iron Man») en español: (Antes de Iron Man) y "AIM" («After Iron Man») en español: (Después de Iron Man).

#### Línea temporal deMarvel Studios: Los primeros 10 años(noviembre de 2018)
|           | Contenido                                                                                    |
| --------- | -------------------------------------------------------------------------------------------- |
| 1943–1945 | Captain America: The First Avenger                                                           |
| 2009      | Iron Man                                                                                     |
| 2010      | Iron Man 2, Thor                                                                             |
| 2012      | The Avengers, Iron Man 3                                                                     |
| 2013      | Thor: The Dark World                                                                         |
| 2014      | Captain America: The Winter Soldier, Guardians of the Galaxy, Guardians of the Galaxy Vol. 2 |
| 2015      | Avengers: Age of Ultron, Ant-Man                                                             |
| 2016      | Captain America: Civil War                                                                   |
| 2016–2017 | Doctor Strange                                                                               |
| 2017      | Black Panther, Thor: Ragnarok, Avengers: Infinity War                                        |

En noviembre de 2018, se incluyó una línea de tiempo que especifica las fechas de los eventos de cada película estrenada hasta ese momento como parte del libro de consulta,  Marvel Studios: Los primeros 10 años en inglés: Marvel Studios: The First 10 Years, que celebra el décimo aniversario del MCU. Esta línea de tiempo ignora los dos errores de continuidad de "ocho años" como se ven en Homecoming, pero también contradice los eventos de Black Panther e Infinity War al ubicarlos en 2017. The Incredible Hulk, Spider-Man: Homecoming, y Ant-Man and the Wasp se analizan en el libro de consulta, pero sus eventos son no incluido en la línea de tiempo.

#### Cronología de Disney+ (octubre de 2020 hasta el presente)
El orden temporal inicial de Disney+ en octubre de 2020 fue Capitán América: El primer vengador, Capitana Marvel, Iron Man, Iron Man 2, Thor,  The Avengers, Thor: The Dark World, Iron Man 3, Capitán América: The Winter Soldier, Guardianes de la Galaxia, Guardianes de la Galaxy Vol. 2, Avengers: Age of Ultron, Ant-Man, Capitán América: Civil War, Black Panther, Doctor Strange, Thor: Ragnarok, Ant-Man and the Wasp, Avengers: Infinity War y Avengers: Endgame. The Incredible Hulk, Spider-Man: Homecoming y Spider-Man: Lejos de Casa fueron excluidos en este momento ya que Disney no tenía sus derechos de distribución.
En junio de 2022, Homecoming estuvo disponible en Disney+ en el Reino Unido y Australia, mientras que Lejos de Casa estuvo disponible en Disney+ en Japón el mes siguiente; ambos se agregaron a la línea de tiempo de Disney+ en esos territorios. En agosto de 2022, The Incredible Hulk se agregó a la línea de tiempo de Disney+ en territorios en los que estaba disponible, como España y Japón. Homecoming estuvo disponible en los Estados Unidos y se agregó a la línea de tiempo en mayo de 2023. Marvel Studios recuperó los derechos de distribución de The Incredible Hulk en junio de 2023, y posteriormente estará disponible en los Estados Unidos en Disney+. Lejos de Casa estuvo disponible en los Estados Unidos en noviembre de 2023.
Para coincidir con el estreno de Echo en enero de 2024, todas las series de televisión Netflix de Marvel, incluidas Daredevil, Jessica Jones, Luke Cage, Iron Fist, The Defenders y The Punisher–se agregaron a la línea de tiempo de Disney+, después de que estuvieron disponibles en la plataforma en 2022. Las ubicaciones de la serie se basaron inicialmente en cuándo tuvieron lugar sus primeras temporadas, y cada temporada tiene lugar en la línea de tiempo aproximadamente al mismo tiempo de su estreno. La primera temporada de Daredevil se desarrolla después de los eventos de The Avengers, y se colocó después de Guardianes de la Galaxia Vol. 2 y I Am Groot y antes de Age of Ultron en la línea de tiempo. La primera temporada de Jessica Jones se establece después de eso y se coloca antes de Age of Ultron y Ant-Man. La segunda temporada de Daredevil tiene lugar unos seis meses después de su primera temporada, ya sea alrededor o poco después de la eventos de Ant-Man. La primera temporada de Luke Cage comienza unos meses después de Jessica Jones, y parte de la temporada tiene lugar simultáneamente con los eventos de la temporada 2 de Daredevil. Se colocó después de Ant-Man en la línea de tiempo, y es seguido poco después por la primera temporada de Iron Fist, que hace referencia a los eventos de la segunda temporada de Daredevil durante toda la temporada, y se ubicó entre Ant-Man y Civil War. A estos les siguieron los acontecimientos de la serie cruzada The Defenders, que tiene lugar unos meses después de la segunda temporada de Daredevil, y un mes después de la primera temporada de Iron Fist, mientras se ubica antes de Civil War en la línea de tiempo. The Defenders establece elementos de la segunda temporada de Jessica Jones, pero no tiene una ubicación clara en el línea de tiempo, mientras la segunda temporada de Luke Cage, la segunda temporada de Iron Fist, la tercera temporada de Daredevil y la tercera temporada de Jessica Jones también se ubican después de The Defenders. The Punisher comienza después de los eventos de la temporada 2 de Daredevil antes de avanzar seis meses después, y fue descrita como una serie independiente, fuera de las series previas a The Defenders. Su primera temporada también muestra algunos eventos anteriores a la segunda temporada de Daredevil, que el protagonista de The Punisher, Jon Bernthal describió como "libre de cronología", y se colocó entre Homecoming y Doctor Strange en la línea de tiempo.
A principios de febrero de 2024, la línea de tiempo de Disney+ se actualizó para incluir la ubicación de cada temporada de las series de Marvel Studios y las series de Netflix junto con la creación de una nueva línea de tiempo que presenta solo las películas del MCU.
| 1. Captain America: The First Avenger 2. Agent Carter 3. Captain Marvel 4. Iron Man 5. Iron Man 2 6. The Incredible Hulk 7. A Funny Thing Happened on the Way to Thor's Hammer 8. Thor 9. The Consultant 10. The Avengers 11. Item 47 12. Thor: The Dark World 13. Iron Man 3 14. All Hail the King 15. Captain America: The Winter Soldier 16. Guardians of the Galaxy 17. Guardians of the Galaxy Vol. 2 18. I Am Groot temporada 1 19. I Am Groot temporada 2 20. Daredevil temporada 1 21. Jessica Jones temporada 1 22. Avengers: Age of Ultron 23. Ant-Man 24. Daredevil temporada 2 25. Luke Cage temporada 1 26. Iron Fist temporada 1 27. The Defenders 28. Captain America: Civil War 29. Black Widow 30. Black Panther 31. Spider-Man: Homecoming 32. The Punisher temporada 1 33. Doctor Strange 34. Jessica Jones temporada 2 35. Luke Cage temporada 2 36. Iron Fist temporada 2 37. Daredevil temporada 3 38. Thor: Ragnarok 39. The Punisher temporada 2 40. Jessica Jones temporada 3 41. Ant-Man and the Wasp 42. Avengers: Infinity War 43. Avengers: Endgame 44. Loki temporada 1 45. What If...? temporada 1 46. WandaVision 47. Shang-Chi and the Legend of the Ten Rings 48. The Falcon and the Winter Soldier 49. Spider-Man: Far From Home 50. Eternals 51. Doctor Strange in the Multiverse of Madness 52. Hawkeye 53. Moon Knight 54. Black Panther: Wakanda Forever 55. Ironheart 56. Echo 57. She-Hulk: Attorney at Law 58. Ms. Marvel 59. Thor: Love and Thunder 60. Werewolf by Night 61. The Guardians of the Galaxy Holiday Special 62. Ant-Man and the Wasp: Quantumania 63. Guardians of the Galaxy Vol. 3 64. Secret Invasion 65. The Marvels 66. Loki temporada 2 67. What If...? temporada 2 68. Agatha All Along |

#### The Marvel Cinematic Universe: An Official Timeline(octubre de 2023)
| [ nota 4 ]                          | Contenido |
| ----------------------------------- | --- |
| Junio 1943 – Marzo 1945             | Captain America: The First Avenger                                                                                           |
| 1946                                | Agent Carter: 39 |
| Verano 1995                         | Captain Marvel |
| Principios–Primavera de 2008        | Iron Man |
| Primavera 2010                      | Iron Man 2 & The Incredible Hulk & Thor                                                                                      |
| Verano 2010                         | The Consultant: 89 |
| Primavera 2012                      | The Avengers, Item 47: 97 |
| Otoño 2013                          | Thor: The Dark World |
| Diciembre 2013 – Principios de 2014 | Iron Man 3 |
| Principios de 2014                  | All Hail the King: 114 |
| Primavera 2014                      | Captain America: The Winter Soldier                                                                                          |
| Verano 2014                         | Guardians of the Galaxy, I Am Groot episodio 1: 129                                                                          |
| Otoño 2014                          | Guardians of the Galaxy Vol. 2, I Am Groot episodios 2–5: 135                                                                |
| Primavera 2015                      | Avengers: Age of Ultron |
| Verano 2015                         | Ant-Man |
| Primavera 2016                      | Captain America: Civil War                                                                                                   |
| Primavera–Verano 2016               | Black Widow |
| Verano 2016                         | Black Panther |
| Otoño 2016                          | Spider-Man: Homecoming |
| Otoño 2016–2017                     | Doctor Strange |
| Otoño 2017                          | Thor: Ragnarok |
| Primavera 2018                      | Ant-Man and the Wasp, Avengers: Infinity War                                                                                 |
| Otoño 2023                          | Avengers: Endgame, WandaVision                                                                                               |
| Primavera 2024                      | Shang-Chi and the Legend of the Ten Rings, The Falcon and the Winter Soldier episodes 1–5: 248–255                           |
| Verano 2024                         | Spider-Man: Far From Home, The Falcon and the Winter Soldier episode 6: 264–267                                              |
| Otoño 2024                          | She-Hulk: Attorney at Law episode 1,: 267–268 Eternals, Spider-Man: No Way Home, Doctor Strange in the Multiverse of Madness |
| Diciembre 2024                      | Hawkeye |
| Primavera 2025                      | She-Hulk: Attorney at Law episodios 2–3,: 294–295 Moon Knight, Black Panther: Wakanda Forever                                |
| Verano 2025                         | She-Hulk: Attorney at Law episodios 4–8: 310–311                                                                             |
| Otoño 2025                          | She-Hulk: Attorney at Law episodio 9,: 312 Ms. Marvel, Thor: Love and Thunder, Werewolf by Night                             |
| Diciembre 2025                      | The Guardians of the Galaxy Holiday Special                                                                                  |

En el libro The Marvel Cinematic Universe: An Official Timeline, publicado en octubre de 2023, se detalla la línea de tiempo de las primeras cuatro fases del MCU, presentando la línea de tiempo del contenido que ocurre en la «Sagrada Línea del Tiempo» en la Tierra-616, la línea de tiempo principal y el universo del MCU, pero no incluye las series de Netflix ya que aún no se consideraban oficialmente parte de Sagrada Línea del Tiempo hasta ese momento. El libro aborda varios errores de continuidad a través de mensajes de Miss Minutes, la mascota de la «Time Variance Authority» (TVA), y fue escrito con una perspectiva del universo como si fuera una guía de la TVA. Estos incluyeron ubicar Homecoming como ocurrido a finales de 2016, aunque se señaló que el período de ocho años en la película era incorrecto y confirmaba que habían pasado cuatro años en el universo desde The Avengers.
El libro también ubica a Iron Man a principios de 2008, el mismo como su año de estreno; Iron Man 2, The Incredible Hulk y Thor ocurrieron aproximadamente al mismo tiempo a principios de 2010; Iron Man 3 del 22 al 25 de diciembre de 2013, antes de finalizar a principios de 2014; Doctor Strange comenzó a finales de 2016 después de Homecoming y se desarrolló hasta 2017 antes de Thor: Ragnarok, contradiciendo la declaración del coguionista de la película, C. Robert Cargill sobre su línea de tiempo; Black Panther a mediados de 2016, comenzando después de Black Widow y antes del final de Civil War; Ant-Man and the Wasp e Infinity War a principios de 2018; Endgame principalmente a finales de 2023 y WandaVision poco después; Shang-Chi y la leyenda de los diez anillos a principios de 2024 entre WandaVision y The Falcon and the Winter Soldier, el último de los cuales se sitúa entre principios y mediados de 2024 ; Far From Home y el inicio de No Way Home a mediados de 2024 durante The Falcon and the Winter Soldier; She-Hulk comienza a finales de 2024, antes de Eternals, que tiene lugar durante No Way Home, al que sigue principalmente Multiverse of Madness, también a finales de 2024; No Way Home finaliza en diciembre de 2024, justo antes de Hawkeye, también colocada en ese mes; She-Hulk ocurre principalmente hasta principios de 2025, antes de Moon Knight y Wakanda Forever, y hasta finales de 2025; Ms. Marvel y Love and Thunder le seguirían a finales de 2025; y coloca a Werewolf by Night después de ellos a finales de 2025, que se señaló como aparentemente exacto pero que "influencias mágicas" determinaron su ubicación incierta.

## Línea temporal
El siguiente diagrama representa la línea de tiempo del Universo cinematográfico de Marvel para los medios publicados por Marvel Studios, así como las series de Netflix de Marvel Television. La ubicación de un proyecto en la línea de tiempo está determinada por referencias de fechas explícitas dentro del mismo u otro proyecto a través del diálogo (por ejemplo, Tony Stark dice "Thanos ha estado dentro de mi cabeza durante seis años. Desde que envió un ejército a Nueva York..." colocando a Avengers: Infinity War en 2018) o tarjetas de título (por ejemplo, Guardianes de la Galaxia ambientada en 2014, mientras que Avengers: Endgame coloca a Thor: The Dark World como en 2013), y luego se utiliza The Marvel Cinematic Universe: An Official Timeline para determinar la ubicación, seguido de la línea de tiempo de Disney+ si es necesario. Su ubicación está destinada a representar cuando ocurre la mayor parte del proyecto.
Loki y What If...? están excluidos del diagrama porque ocurren fuera de la línea de tiempo principal sin periodo de tiempo establecido. Werewolf by Night también está excluido dado que el especial no indica explícitamente dónde tiene lugar en el MCU. El orden cronológico de Disney+ sitúa las primeras temporadas de Loki y What If...? entre Avengers: Endgame y WandaVision, sus segundas temporadas después de The Marvels, y Werewolf by Night después de Love and Thunder; Werewolf by Night también se coloca aquí en The Marvel Cinematic Universe: An Official Timeline.

- Ocurre en la Sagrada Línea de Tiempo del MCU
- Ocurre fuera de la Sagrada Línea de Tiempo del MCU en un período de tiempo establecido

|           |                                                    |                           |
| 1943–1945 |                                                    | The First Avenger         |
| 1946      |                                                    | Agent Carter              |
| 1947–1994 |                                                    |                           |
| 1995      |                                                    | Capitana Marvel           |
| 1996–2009 |                                                    |                           |
| 2010      |                                                    | Iron Man                  |
| 2011      |                                                    | Iron Man 2                |
| 2011      | The Incredible Hulk                                |                           |
| 2011      | A Funny Thing Happened on the Way to Thor's Hammer |                           |
| 2011      | Thor                                               |                           |
| 2011      | The Consultant                                     |                           |
| 2012      |                                                    | The Avengers              |
| 2012      | Item 47                                            |                           |
| 2012      | Iron Man 3                                         |                           |
| 2013      |                                                    | The Dark World            |
| 2013      |                                                    |                           |
| 2014      |                                                    | All Hail the King         |
| 2014      | The Winter Soldier                                 |                           |
| 2014      | Guardians of the Galaxy                            |                           |
| 2014      | I Am Groot ep. 1                                   |                           |
| 2014      | Guardians of the Galaxy Vol. 2                     |                           |
| 2014      | I Am Groot eps. 2–10                               |                           |
| 2015      |                                                    | Daredevil temporada 1     |
| 2015      | Jessica Jones temporada 1                          |                           |
| 2015      | Age of Ultron                                      |                           |
| 2015      | Ant-Man                                            |                           |
| 2015      | Daredevil temporada 2                              |                           |
| 2015      | Luke Cage temporada 1                              |                           |
| 2016      |                                                    | Iron Fist temporada 1     |
| 2016      | The Defenders                                      |                           |
| 2016      | Civil War                                          |                           |
| 2016      | Black Widow                                        |                           |
| 2016      | Black Panther                                      |                           |
| 2016      | Homecoming                                         |                           |
| 2016      | The Punisher temporada 1                           |                           |
| 2016–2017 |                                                    | Doctor Strange            |
| 2017      |                                                    | Jessica Jones temporada 2 |
| 2017      | Luke Cage temporada 2                              |                           |
| 2017      | Iron Fist temporada 2                              |                           |
| 2017      | Daredevil temporada 3                              |                           |
| 2017      | Ragnarok                                           |                           |
| 2018      |                                                    | The Punisher temporada 2  |
| 2018      | Jessica Jones temporada 3                          |                           |
| 2018      | Ant-Man and the Wasp                               |                           |
| 2018      | Infinity War                                       |                           |
| 2019–2022 |                                                    |                           |
| 2023      |                                                    | Endgame                   |
| 2023      | Loki temporada 1                                   |                           |
| 2023      | What If...? temporada 1                            |                           |
| 2023      | WandaVision                                        |                           |
| 2024      |                                                    | Deadpool & Wolverine      |
| 2024      | Shang-Chi                                          |                           |
| 2024      | The Falcon and the Winter Soldier                  |                           |
| 2024      | Far From Home                                      |                           |
| 2024      | Eternals                                           |                           |
| 2024      | No Way Home                                        |                           |
| 2024      | Multiverse of Madness                              |                           |
| 2024      | Hawkeye                                            |                           |
| 2025      |                                                    | Moon Knight               |
| 2025      | Wakanda Forever                                    |                           |
| 2025      | Echo                                               |                           |
| 2025      | She-Hulk                                           |                           |
| 2025      | Ms. Marvel                                         |                           |
| 2025      | Love and Thunder                                   |                           |
| 2025      | Werewolf by Night                                  |                           |
| 2025      | Ironheart                                          |                           |
| 2025      | The Guardians of the Galaxy                        |                           |
| 2026      |                                                    | Quantumania               |
| 2026      | Guardians of the Galaxy Vol. 3                     |                           |
| 2026      | Secret Invasion                                    |                           |
| 2026      | The Marvels                                        |                           |
| 2026      | Loki temporada 2                                   |                           |
| 2026      | What If...? temporada 2                            |                           |
| 2026      | Agatha All Along                                   |                           |
| 2026      | What If...? temporada 3                            |                           |
| 2026      | Born Again ep. 1                                   |                           |
| 2027      |                                                    | Born Again eps. 2-9       |
| 2027      | Brave New World                                    |                           |
| 2027      | Thunderbolts*                                      |                           |

## Comentario
Thomas Bacon de Screen Rant describió la línea temporal de Marvel Studios: Los primeros 10 años como "lo más cerca que ha estado Marvel hasta ahora de hacer una declaración oficial sobre cuándo se establecerán los diferentes eventos del MCU", aportando "algo de equilibrio a la continuidad del MCU", a pesar de algunos errores aún presentes en esta línea de tiempo. Respecto a la línea de tiempo inicial de Disney+, Bacon sintió la ubicación de Thor: The Dark World entre The Avengers, Iron Man 3 y Black Panther después de Capitán América: Civil War en esta línea de tiempo se corrigieron "problemas anteriores" con su ubicación en Los primeros 10 años, y me alegré de que Disney y Marvel "reconozcan que es posible ver estas películas en cualquier otro orden que no sea el de estreno", "legitimando" esta experiencia visual. Julia Alexander de The Verge estuvo de acuerdo con Bacon en que "parece que Disney finalmente entiende cómo [algunos espectadores] quieren ver películas de Marvel".
Con el estreno de Thor: Love and Thunder en Disney+ en septiembre de 2022, Bacon y su colega Molly Jae Weinstein notaron cómo la ubicación de la película en la sección de orden de la línea de tiempo de la plataforma parecía incorrecta, con Bacon diciendo que "no tenía sentido" dado el diálogo y los eventos de la película que contradecían esta ubicación, y también señalando cómo las ubicaciones de Shang-Chi y Moon Knight también ignoraron la información de citas proporcionada en cada una. Bacon dijo: "La línea de tiempo del MCU ahora se complica por el gran volumen de películas y programas de televisión de Marvel actualmente en producción, porque incluso los tomadores de decisiones clave de Marvel no saben realmente en qué orden se estrenarán las cosas". A diferencia de las fases anteriores donde cada nuevo proyecto era el siguiente título cronológico en la línea de tiempo, la Fase Cuatro "ha saltado la línea de tiempo con impunidad", lo que a su vez la hizo "bastante desordenada". Bacon agregó que los espectadores han notado que la línea de tiempo de Disney+ era "profundamente defectuosa" con "numerosas contradicciones". Con el estreno de The Guardians of the Galaxy Holiday Special, Bacon creía que su ubicación en la línea de tiempo de Disney+ "arregló" la ubicación de Love and Thunder, pensando que la película debería colocarse a finales de 2024 en la línea de tiempo. También señaló cómo normalmente se agregan nuevos proyectos al final de la línea de tiempo de Disney+, "incluso cuando esas ubicaciones no pueden ser correctas". En noviembre de 2022, Bacon notó cómo la aparición de Far From Home en la línea de tiempo de Disney+ entre The Falcon and the Winter Soldier y Shang-Chi podría no ser correcta dados los puntos de la historia en cada uno de esos proyectos que indican dónde caían en la línea de tiempo y esperaba que Marvel corrigiera estos errores como lo había hecho anteriormente con Black Widow y Black Panther..
Para coincidir con el estreno de The Marvel Cinematic Universe: An Official Timeline en octubre de 2023, Disney+ ajustó la ubicación de Shang-Chi en la línea de tiempo para que esté entre WandaVision y The Falcon and the Winter Soldier, que Aaron Perine de ComicBook.com consideró que tenía "mucho sentido" dadas las determinaciones previas de la línea de tiempo de la película. Dijo que corrigió el "error" anterior en su ubicación, lo que, según señaló, había provocado "mucho debate" entre los fanáticos, calificándolo de "error administrativo" que se "rectificó fácilmente cambiando algún código" en la plataforma en lugar de que Marvel cambiara cuando la película tuvo lugar en el universo. Alexander Valentino de Screen Rant dijo que antes de la publicación del libro de la línea de tiempo, el orden de la línea de tiempo de Disney+ "era lo más parecido a un orden definitivo de eventos", aunque señaló que tampoco había estado claro dado el uso de flashbacks, viajes en el tiempo y el multiverso por parte de las franquicias. Dijo que el orden de la plataforma era "sorprendentemente preciso" en comparación con la línea de tiempo oficial de Marvel como se detalla en el libro, y señaló que Disney+ aceptó cambiar la ubicación de Shang-Chi de acuerdo con el libro de la línea de tiempo, al que llamó un "mapa definitivo" de la cronología del MCU y una "piedra clave importante" para comprender la línea de tiempo de la franquicia, y que resolvió debates sobre la ubicación de la línea de tiempo y el estado canónico de varias propiedades de Marvel. Joshua Lapin-Bertone de Popverse disfrutó de An Official Timeline con Miss Minutes y TVA al abordar discrepancias pasadas, ya que proporcionó "un sentido de personalidad y diversión al libro". Jeffrey Harris de Collider apreció que Marvel Studios reconociera sus errores de continuidad como Homecoming con "un sentido del humor apropiado y autocrítico" a través de Miss Minutes, que comparó con «Marvel No-Prize» de Marvel Comics. Añadió que los autores del libro "hacen todo lo posible para ofrecer una explicación canónica en el universo... [esa] es probablemente la mejor explicación que los fans pueden esperar".
Después de que todas las series de Netflix de Marvel Television se agregaron a la línea de tiempo de Disney+ en enero de 2024, los comentaristas señalaron que esto extendió el tiempo de ejecución total del MCU en una cantidad significativa, ya que las series de Netflix totalizó 161 horas de contenido. Rotem Rusak en Nerdist señaló que el estado canónico de las series en el MCU había sido un tema de debate durante varios años, y calificó como "bastante importante" que todas las series se agregaran a la línea de tiempo oficial de la franquicia. Ella creía que esto era definitivo y envió un "mensaje bastante claro" de que las series eran canon para el MCU y que esto aliviaba las preocupaciones de que solo ciertos aspectos de la serie se trasladarían a la franquicia. Ryan Dinsdale de IGN dijo que esta era "la primera vez" que la serie figuraba como parte de la línea de tiempo oficial del MCU, y señaló que esto ocurrió en un momento en el que el MCU se consideró inflado después de que el tiempo de ejecución total del contenido en la Fase Cuatro duró alrededor de 54 horas en comparación con el tiempo de ejecución de la Fase Uno de poco más de 12 horas. Richard Fink y Jack Deegan en MovieWeb consideró que la línea de tiempo de las series de Netflix era fácil de seguir, ya que era la misma que su orden de estreno, que señaló era el mismo orden de línea de tiempo utilizado por Disney+. Andy Behbakht de Screen Rant consideró que la incorporación de la serie a la línea de tiempo fue un "cambio de opinión" detrás de escena y que probablemente inspiraría esperanza de ver otras series de Marvel reconocidas oficialmente como parte de la línea de tiempo.